# .nf
.nf ist die länderspezifische Top-Level-Domain (ccTLD) der Norfolkinsel. Sie wurde am 18. März 1996 eingeführt und wird von Norfolk Island Data Services verwaltet, den operativen Betrieb verantwortet das Unternehmen CoCCA aus Auckland.

## Eigenschaften
Eine .nf-Domain darf zwischen einem und 63 Zeichen lang sein. Die Vergabestelle untersagt ausdrücklich, Domains zur Verbreitung von Malware oder anderen schädliche Inhalten zu verwenden.